# Abdollah Javadi Amoli
Abdollah Javadi Amoli (persiska: عبدالله جوادی آملی), född 1933 i Amol, Persien, är en iransk shiamuslimsk ayatolla och marja'. Han är en framstående islamisk lärd i hawza i Qom, och en välkänd tänkare i olika områden inom islamiska vetenskaper och en framstående karaktär i exegetik (tafsir), rättsvetenskap (fiqh), filosofi och mystik.